# France Boucher
France Boucher est une poétesse, chroniqueuse littéraire et anthologiste québécoise.

## Biographie
Originaire de Lanaudière, elle vit à Montréal. Après des études en Lettres à l'Université de Montréal et l'obtention d'une maîtrise, elle devient professeure au collégial.
Elle collabore à plusieurs revues dont Arcade, Acte Sud, Brèves littéraires, Canadian Woman Studies / les cahiers de la femme, Estuaire, Exit, La Poésie au Québec, Lèvres urbaines, Le Sabord, Moebius, Silence et, en version numérique, Mouvances.ca, Recours au poème, Revue de l'imaginaire ferroviaire.

### Recueils de poésie
- Nef de pierre, 2023   (ISBN 978289645445 7)

- Refrain habité[3], 2016  (ISBN 9782896453245)
- Le Jour autrement[4], 2011  (ISBN 9782896451982)
- Torbellino de deseos / Tournoiement des désirs[5], publié directement en version bilingue, français et espagnol, Guadalajara, Mexico / Québec, Trois-Rivières, 2007, Mantis Editores  (ISBN 9789709894318) / Écrits des Forges  (ISBN 9782896450244)
- Sur l'échiquier en émoi, Québec, Trois-Rivières / Paris, 2003, Écrits des Forges  (ISBN 2890468003) / Le Temps des Cerises  (ISBN 2841094502)
- L'Espoir autour du cou, 2000  (ISBN 2890465926)
- Le Temps au passage, 1998  (ISBN 289046492X)

### Anthologies (codirection)
- Douce délinquance, 60 poèmes pour jeunes et vieux rebelles, anthologie thématique[6], en collaboration avec l'essayiste Christine Tellier, Trois-Rivières, Écrits des Forges, 2019  (ISBN 9782896453788)
- Si je devenais nuage, anthologie à découvrir à découvrir et à colorier[7], en collaboration avec l'essayiste Christine Tellier, Trois-Rivières, Écrits des Forges, 2010  (ISBN 978-2-89645-171-5)

### Anthologies (contribution)
- Mosaïque québécoise, Femmes des Forges, Trois-Rivières, Écrits des Forges, 2022. Cette anthologie  réunit les 94 Québécoises des Forges, depuis la fondation de la maison.

- 50 ans de poésie, 1971-2021, Anthologie, Trois-Rivières, Écrits des Forges, 2021.
- Chant de plein ciel, Voix du Québec, Anthologie, Nice, Éditions pourquoi viens-tu si tard?, 2019.
- L'Eau entre nos mains, anthologie poétique , France, Les Écrits du Nord, Éditions Henry, 2018.
- Les Mots qui bougent, hommage à Hélène Pedneault, Sainte-Mélanie, Éditions Création Bell' Arte,2015.
- Instants de vertige. Québec/ France poésies inédites, Montréal, Point de fuite, 2013.
- Pas d'ici, pas d'ailleurs. Anthologie poétique francophone de voix féminines contemporaines, Montélimar, Voix d'encre, 2012. Ce livre capte le pouls poétique de cent cinquante-six femmes poètes réparties sur les vastes territoires de la francophonie, à l'aube du 3e millénaire.
- Marcher avec Saint-Denys-Garneau, Sainte-Mélanie, Éditions Création Bell' Arte, 2004.
- Anthologie des poètes de Terpsichore, Meulan, Presses littéraires, 2000.

### Ouvrages collectifs
- D'île en île, de port en port, Sainte-Mélanie, Éditions Création Bell' Arte, 2017. Ce collectif souligne l'importance et la diversité du patrimoine de Montréal et de son Port, dans le cadre des festivités du 375e anniversaire de Montréal, en 2017.

- Voyager dans la lumières des ombres, Lucien Chabot sculpteur, Sainte-Mélanie, Éditions Création Bell' Arte, 2016.
- L'Absolu, un jour, Hommage à Françoise Loranger, Sainte-Mélanie, Éditions Création Bell' Arte, 2014.
- De l'antre imaginaire aux Territoires kébékois, Sainte-Mélanie, Éditions Création Bell' Arte, 2012.
- Mouvances de la rivière au fleuve, Éditions Création Bell' Arte, 2005.
- La route de l'art public, du patrimoine et de la littérature, Ville de Laval, Fondation lavalloise des lettres, 2005. 40 cartes postales avec mots d'auteurs.
- Au-delà du cliché, Variations autour du portrait, Trois-Rivières, Compo l'éditeur, 2004.
- L'Espoir. La poésie prend le métro, Montréal / Paris, Adage / Le Temps des Cerises, 2004. Ce livre est en lien avec le projet d'affichage d'extraits de poèmes sur les babillards électroniques dans les rames du métro de Montréal, en collaboration avec la STM.
- Lettres d'outre-mer pour en finir avec la guerre, Montréal, Lanctôt Éditeur, 2003.

## Distinctions
- Finaliste au Prix d'excellence de poésie La Métropole 2024 pour Nef de pierre.

- Prix international Saint-Denys-Garneau pour le livre d'artiste Ombres et lumières (2023).